# Cô đi mà lấy chồng tôi
Cô đi mà lấy chồng tôi (tiếng Hàn: 내 남편과 결혼해줘, tiếng Anh: Marry My Husband) là một bộ phim truyền hình Hàn Quốc do Shin Yoo-dam viết kịch bản, với sự tham gia diễn xuất của các diễn viên gồm Park Min-young, Na In-woo, Lee Yi-kyung và Song Ha-yoon. Tác phẩm dựa trên một tiểu thuyết cùng tên được xuất bản dưới dạng webtoon. Phim được phát sóng trên tvN từ ngày 1 tháng 1 đến ngày 20 tháng 2 năm 2024. Phim có sẵn trực tuyến trên TVING Hàn Quốc và trên Amazon Prime Video ở một số khu vực trên toàn cầu ngoại trừ Hàn Quốc và Trung Quốc.

## Nội dung
Bộ phim bắt đầu với sự kiện vào ngày 12 tháng 4 năm 2023, khi Kang Ji-won bị bệnh ung thư dạ dày giai đoạn cuối. Sau khi bắt gặp chồng cô, Park Min-hwan, đang trên giường với người bạn thân nhất của cô, Jeong Su-min, một vụ ẩu đả xảy ra trong đó Ji-won vô tình bị Min-hwan giết chết. Ji-won sau đó bất ngờ thấy mình đang ở nơi làm việc vào năm 2013, được đưa về quá khứ sau sự can thiệp của linh hồn người cha quá cố của cô. Khi sống lại cuộc sống của mình với kiến thức và thông tin giống như ở dòng thời gian trước đó, cô phát hiện ra rằng để sống một cuộc sống tốt đẹp hơn, cô phải chuyển nỗi bất hạnh của mình sang người khác. Sau đó, cô quyết tâm để Su-min kết hôn với Min-hwan để trả thù và thoát khỏi số phận khốn khổ của mình.
Khi bộ phim tiếp tục phát triển, cô phát hiện ra rằng quản lý của mình, Yoo Ji-hyuk, cũng được đưa về quá khứ sau cái chết của anh trong một vụ tai nạn xe hơi. Ji-hyuk, người biết rằng Min-hwan đứng sau cái chết của Ji-won và đã yêu Ji-won ở dòng thời gian trước đó, quyết tâm bảo vệ Ji-won bằng mọi giá. Sau khi lôi kéo Su-min kết hôn với Min-hwan, Ji-won bắt đầu mối quan hệ với Ji-hyuk, nhưng hôn phu cũ của anh, Oh Yu-ra, can thiệp.
Trong nửa sau của bộ truyện, Yu-ra tuyển Su-min và Min-hwan để hỗ trợ cô trong nỗ lực giết Ji-won, nhưng mối quan hệ của Su-min và Min-hwan tan vỡ khi Min-hwan ngoại tình với Yu. -ra. Trong khi đó, đồng nghiệp và bạn của Ji-won, Yang Ju-ran, vô tình mắc phải căn bệnh ung thư của Ji-won từ dòng thời gian trước đó. May mắn thay, căn bệnh ung thư được phát hiện kịp thời để Ju-ran được điều trị y tế sớm, dường như cứu cả Ji-won và Ju-ran khỏi số phận chết trẻ vì ung thư.
Đến cuối truyện, Min-hwan bị Su-min giết, Su-min bị bắt và tống giam, còn Yu-ra chết trong một vụ tai nạn xe hơi sau khi âm mưu giết Ji-won bị vạch trần và ngay trước khi cô lên kế hoạch trốn khỏi Hàn Quốc. Bộ phim kết thúc với cảnh Ji-won và Ji-hyuk đi tham dự một cuộc triển lãm nghệ thuật vào ngày 12 tháng 4 năm 2023. Sau khi thành công tránh được những bất hạnh từ dòng thời gian trước đó, Ji-won và Ji-hyuk đã kết hôn, có con và dường như sống nốt phần còn lại cuộc sống của họ được bình yên.

## Diễn viên

### Chính
- Park Min-young vai Kang Ji-won[11]
  - Kim Ah-hyun vai Kang Ji-won hồi nhỏ[12]

Một người phụ nữ bình thường trải qua những ngày tháng gánh nặng bởi người chồng bất tài, nhà chồng bỏ bê và cuộc sống làm việc vất vả và trở thành bệnh nhân ung thư khi còn trẻ. Cô quyết tâm thoát khỏi số phận của mình và thực hiện cuộc trả thù bằng cách nhờ người bạn thân nhất của cô kết hôn với chồng cô ở một dòng thời gian mới.
- Na In-woo vai Yoo Ji-hyuk[13]

Giám đốc tiếp thị của U&K Food, người hỗ trợ chính cho Kang Ji-won trong nỗ lực có được cuộc sống hạnh phúc hơn trong khi thực hiện cuộc trả thù của mình. Anh ấy được thúc đẩy bởi tình cảm của mình dành cho Ji-won.
- Lee Yi-kyung vai Park Min-hwan[13]

Chồng của Ji-won trước khi cô quay trở về quá khứ. Anh là trợ lý giám đốc của Nhóm Tiếp thị 1 của U&K Food.
- Song Ha-yoon vai Jeong Su-min[13]
  - Uhm Seo-hyun vai Jeong Su-min hồi nhỏ[13]

Một người phụ nữ lôi cuốn tự nhận là "bạn thân" của Ji-won và ngoại tình với Min-hwan trong cả hai dòng thời gian. Cô là thành viên của Nhóm Tiếp thị 1 của U&K Food.
- Lee Gi-kwang vai Baek Eun-ho[13]

Bạn cùng lớp cấp ba của Ji-won là một đầu bếp đẹp trai và nổi tiếng.

### Phụ

#### Nhân viên và nhân viên của Tập đoàn U&K
- Gong Min-jeung vai Yang Ju-ran[13]

Đồng nghiệp của Ji-won là trợ lý giám đốc Nhóm Tiếp thị 1 của U&K Food.
- Choi Gyu-ri vai Yoo Hui-yeon[14]

Thành viên Đội Tiếp thị 1 của U&K Food. Cô cũng là em gái của Yoo Ji-hyuk.
- Kim Jong-hee vai Kim Kyung-uk[15]

Sếp của Ji-won là người quản lý Nhóm Tiếp thị của U&K Food 1.
- Ha Do-kwon vai Lee Suk-jun[15]

Cánh tay phải của Han-il và là người đứng đầu bộ phận hoạch định chiến lược của Tập đoàn U&K.

#### Gia đình dàn diễn viên chính
- Moon Sung-keun vai Yoo Han-il[15]

Ông nội của Ji-hyuk và Hui-yeon, người sáng lập Tập đoàn U&K.
- Jung Kyung-soon vai Kim Ja-ok[14]

Mẹ của Min Hwan.
- Jung Suk-yong vai Kang Hyun-mo[14]

Cha của Ji-won là một tài xế xe tải.

#### Bạn bè của dàn diễn viên chính
- Cho Jin-se vai Cho Dong-seok[15]

Em trai yêu thích của Ji-hyuk. Anh là chủ nhà hàng gà rán "Fry Me".
- Moon Soo-young vai Kim Shin-woo[14]

Đối tác của Dong-seok tại nhà hàng gà rán "Fry Me".
- Bae Geu-rin vai Ha Ye-ji[14]

Ji-won, Soo-min và bạn cùng lớp thời trung học của Eun-ho. Hồi đó cô ấy đã bắt nạt Ji-won.
- Jang Jae-ho vai Lee Jae-won[14]

Người chồng thất nghiệp của Joo-ran.

#### Khác
- Jung Jae-seong vai Wang Heung-in[16]

Giám đốc điều hành của U&K Food.
- Kang Sang-jun vai Yoo Sang-jong[17]

Bạn của Min Hwan.
- BoA vai Oh Yu-ra[18][19]

Vợ sắp cưới của Ji-hyuk.

#### Xuất hiện đặc biệt
- Choi Gwang-il vai Choi Nam-hyeon[5]

Một tài xế taxi sau đó được tiết lộ chính là cha của Ji-won cải trang.
- Lee Jeong-eun vai Hee-sook[20]

Người mẹ ghẻ lạnh của Ji-won.
- Kim Hyun vai Lee Myung-ja[21]

Mẹ ruột của Soo-min.